# 宿澤広朗
宿沢 広朗（しゅくざわ ひろあき、1950年9月1日 - 2006年6月17日）は、埼玉県出身の元ラグビー選手、ラグビー日本代表監督。その一方で三井住友銀行取締役専務執行役員コーポレートアドバイザリー本部長を務めて金融界においても実績を残した（なお、宿沢の「沢」の文字は、当初「沢」だったが、いつしか「澤」の旧字が使われるようになった。ラグビーでは「沢」、銀行では「澤」が使われていたが、ここでは便宜上「宿沢」とする）。

## ラグビー選手

### 高校時代
埼玉県立熊谷高等学校でラグビーを始める。全国高等学校ラグビーフットボール大会（花園）出場歴はなし。

### 大学時代

#### 早大入学
成績優秀だった宿沢は東京大学への進学を考えていたが、東大紛争により入試が中止されたため、早稲田大学政治経済学部へ進学した。早大での成績は「優」が20個以上もあったという。英語も堪能で、ラグビーの海外遠征時には現地で英語でスピーチできるほどの宿沢は、アマチュア・ラグビー界では文武両道の「模範生」と言われた。

#### 早稲田大学ラグビー部に入部
ラグビー部には、入学早々入ったわけではない。毎日、東伏見グラウンドで行われている練習風景を見つつも、入部を躊躇っていたことから、その光景を見た当時の監督・木本建治がある部員を介し、『あいつ、いつも練習風景だけ見て帰っていってるけど、本当はやりたいんじゃないか。だったらあいつを入部させろ。練習についていけなくなったら、そのうち辞めるだろう。』と言い、宿沢を入部させた。木本が課した練習メニューはかなりハードだったが、入部後の宿沢はメキメキと頭角を現し、1年生時からレギュラーに定着。160cmの小兵ながら、卓越したゲームコントロール、機敏なプレー、果敢なタックルで常にグラウンドを沸かせ、早大最大の黄金時代を担った。2年生の時には新日鉄釜石、3年生の時には三菱自動車京都を破って、2年連続の日本一に輝く。4年生時は主将を務め、大学選手権3連覇を目指すも、決勝で明治大学に敗退。2年生でラグビー日本代表に選ばれ、1971年9月のイングランドXV戦ではリザーブだった。その時のレギュラーには、山口良治（元伏見工業高校ラグビー部監督・テレビドラマ『スクールウォーズ』のモデル）がいた。
| 日本選手権優勝時（1971年1月15日） |            |      |                  |
| 番号                              | 選手名     | 学年 | 出身校           |
| 1                                 | 栗本利見   | 4年  | 岐阜工           |
| 2                                 | 高橋哲司   | 3年  | 四条畷           |
| 3                                 | 大東和美   | 4年  | 報徳学園         |
| 4                                 | 阿部憲之   | 4年  | 仙台第一         |
| 5                                 | 津留崎鉄二 | 3年  | 私立城北（東京） |
| 6                                 | 久保田勇   | 4年  | 四条畷           |
| 7                                 | 萩原隆男   | 4年  | 早大学院         |
| 8                                 | 益田清     | 3年  | 花園（京都）     |
| 9                                 | 宿澤広朗   | 2年  | 熊谷             |
| 10                                | 中村康司   | 2年  | 函館北           |
| 11                                | 佐藤秀幸   | 3年  | 大分舞鶴         |
| 12                                | 藤井雅英   | 3年  | 早大学院         |
| 13                                | 平岡惟史   | 4年  | 大分舞鶴         |
| 14                                | 堀口孝     | 1年  | 早大学院         |
| 15                                | 小林正幸   | 4年  | 宇都宮           |

| 日本選手権2連覇達成時（1972年1月15日） |            |      |              |
| 番号                                   | 選手名     | 学年 | 出身校       |
| 1                                      | 田原洋公   | 3年  | 城南（福岡） |
| 2                                      | 高橋哲司   | 4年  | 四条畷       |
| 3                                      | 奥田泰三   | 2年  | 洛北         |
| 4                                      | 中村賢治   | 2年  | 岡崎         |
| 5                                      | 津留崎鉄二 | 4年  | 私立城北     |
| 6                                      | 神山郁雄   | 2年  | 宇都宮       |
| 7                                      | 萩原隆男   | 4年  | 早大学院     |
| 8                                      | 益田清     | 4年  | 花園         |
| 9                                      | 宿澤広朗   | 3年  | 熊谷         |
| 10                                     | 中村康司   | 3年  | 函館北       |
| 11                                     | 金指敦彦   | 2年  | 下田北       |
| 12                                     | 藤井雅英   | 4年  | 早大学院     |
| 13                                     | 佐藤秀幸   | 4年  | 大分舞鶴     |
| 14                                     | 堀口孝     | 2年  | 早大学院     |
| 15                                     | 植山信幸   | 2年  | 報徳学園     |

※太字はキャプテン。

### 総評
日本代表キャップ3。ポジションはスクラムハーフ（SH）。歴代屈指のSHとの評価が高い。卒業後は住友銀行（現・三井住友銀行）に入行。同行はラグビー部がないため、1975年の英国遠征を最後に現役を引退した。

## 銀行員として
1973年に入行した住友銀行では新橋支店に配属される。1977年末より7年半ロンドン支店に駐在。帰国後は主に為替ディーリング畑を渡り歩く。
経験した役職は順に、
- 資金為替部上席部長代理
- 法人部次長
- 大塚駅前支店長
- 執行役員市場営業第2部長
- 同 市場営業統括部長
- 市場部門統括副責任役員
- 常務執行役員大阪本店営業本部長
- 同 西日本地区法人営業推進統括責任者
- 取締役専務執行役員コーポレートアドバイザリー本部長

### 新橋支店
埼玉県北足立郡吹上町（現・鴻巣市）の自宅から毎日一時間半かけて通勤しながら、厳しい個人練習で日本代表の座を守る。
大学ラグビーで活躍したため、入行前から有名な存在で、当時専務取締役の磯田一郎（後に頭取。神戸二中（現兵庫高）ラグビー部⇒京都大学ラグビー部。銀行マンとしても、功罪両面で非常に有名な人物）が目をかけていた。新橋支店に配属が決まったのは、支店長が東京大学ラグビー部出身だからだったという。
また、日本代表の試合が新聞に掲載されたときのメンバー表の標記は、選手名の後に括弧書きで所属が掲載されるが、住友銀行にはラグビー部がなかったため、「宿沢広朗(早大出)」とされていた。しかし、銀行内で「みすみす宣伝のチャンスを逃すこともなかろう」と、急遽ラグビー部が創部された。
この支店勤務時代の同僚女性と、ロンドン駐在時代に結婚した。

### ロンドン支店
貸付業務・カントリーリスク・為替ディーリング業務に携わる。
ラグビーのファイブ・ネイションズ（現・シックス・ネイションズ）やテストマッチを数多く観戦した。

### 資金為替部上席部長代理
ラグビー日本代表の監督に選任され、スコットランドに勝利（後述）。

### 法人部次長
第2回ワールドカップの指揮をとる（後述）。

### 大塚駅前支店長
早稲田大学ラグビー部監督を務める（後述）。

### 執行役員・市場営業第2部長
49歳で、執行役員（市場営業統括部長）に抜擢される。これは住友銀行に限らず、当時の銀行業界の中でも異例のスピード出世であった。そのため、社長人事ではないにもかかわらず、経済誌・一般紙に広く取り上げられ、話題となった。この人事には当時の頭取・西川善文の意向が働いたといわれる。
日本の社債発行体として初となる本格的なデットIRに関った。旧住友銀行が都市銀行として初めて普通社債を発行するに当たり、発行を担当する市場営業第二部長として社債投資家説明会を東京、名古屋、大阪、福岡で開催した。今では当たり前となっているデットIRの先駆けとなるものだった。旧住友銀行の社債発行で、「Debut Deal of the Year 1999」（日経公社債情報）、「Issuer of the Year 2000」（トムソン）を受賞している。

### 執行役員・市場営業統括部長
金融界でその実力を知られるようになったのは、三井住友銀行が発足した2001年からの市場営業統括部長時代からである。金利低下局面の追い風も受けながら、同部門は金利関連の取引によって年間で4000億円もの業務純益を出したこともある。当時、三井住友銀行の業務純益の4割に当たる規模であり、泥沼化する不良債権処理のため、利益が底なしに食いつぶされていく中で「市場営業部門の収益が大きな支えになった」（三井住友銀行幹部）ともいい、同行を支えた立役者でもある。
2001年のアメリカ同時多発テロ事件の発生の際には、早大ラグビー部の酒宴後に自宅へ帰宅したところ、銀行からの呼び出しを受けた。執行役員市場営業統括部長として、3日間ほぼ徹夜同然で陣頭指揮に当たった。

### 常務執行役員・大阪本店営業本部長
頭取・西川善文からの特命で、いわゆる「松下問題」に取り組んだ。「松下問題」とは松下電器産業の子会社・松下興産（2005年に特別清算、採算部門のみ現在の関電不動産開発に譲渡）の経営悪化で、本体の経営を揺るがす恐れがでてきた事を指す。当時の松下社長の中村邦夫は「松下創業の精神以外、全て破壊する」と公言したと言われ、メイン銀行の三井住友銀行としても長年の懸案事項であった。同行松下チームの責任者として大阪に乗り込んだ宿沢は様々な軋轢を経験しつつ、大幅な債権放棄を行って解決した。これには、当時の頭取・西川善文の決断があった。しかし、銀行内では「損切りの額が大きすぎる」と賛否両論が渦巻いた。
関西地盤のアパレルメーカー・ワールドが2005年に経営陣による自社株式取得（MBO）を行うことになり、宿沢が本部長として陣頭指揮を執った。当時、企業買収防衛策が一般的でなかったなかで実施されたため話題となった。これは、産業活力再生特別措置法に基づき経済産業省の後押しも受けた、特徴ある企業買収防衛策でもある。
このころ関西経済同友会の副会長に就任し、財界活動にも進出した。

### 取締役専務執行役員・コーポレートアドバイザリー本部長
同本部は、課題解決型の部門である。銀行の企業アプローチが弱くなった事を背景に、銀行業界で初めて創立され、三井住友銀行の組織改編の目玉とされた。業種ごとに分けた東西で12人の部長を配置し、宿沢が初代本部長として指揮を取った。

## ラグビー監督・日本代表強化委員長など

### 日本代表監督（1989年〜1991年）
監督就任まではコーチなどの指導経験は全くなく、本場のラグビーを観戦したリポートを日本ラグビー協会に送ったり、代表の海外遠征試合のテレビ解説をしたりしていた。日本を離れていた分、海外のラグビー戦術などに精通し、しかも頭脳明晰なエリートサラリーマンであったため、就任時は「日本ラグビー界の切り札的存在」と、マスメディアでも話題沸騰だった。
打診された時、本人は「銀行が許してくれない」と固辞していたが、銀行から「どうせやるなら、しっかり」と言われ、快諾したという。当時の住友銀行頭取が、1936年のラグビー日本代表の磯田一郎だった事から、銀行側の特段の配慮が窺える。当時、宿沢は資金為替部に所属していたが、ワールドカップ・イヤーに法人部へ異動となった。この法人部は営業支援を業務の柱とし、ディーリング部門に比べると、時間的な拘束はゆるいものの、ラグビーと銀行の二足のわらじを履いたことは事実であり、宿沢自身は「ノーギャラで良いからディーラーをやりたい」と述べており、銀行マンとしての仕事も両立するという信条を崩していなかった。
第2回ラグビーワールドカップ（1991年）で、監督として日本代表の初勝利を得た（ラグビー日本代表は1987年の第1回大会から2011年の第7回大会までラグビーワールドカップで26試合を戦ったが、その間に上げた唯一の勝利となった）。

#### スコットランド戦での勝利
1989年5月28日、秩父宮ラグビー場でIRB所属のスコットランドに、28-24で勝った（主将・平尾誠二）。これは日本代表の対IRBメンバー戦初勝利であり、トライ数は日本が5、スコットランドが1であった。この殊勲は、漫画「美味しんぼ」に取り上げられた。
試合前日、秩父宮ラグビー場でのスコットランドの非公開練習に、宿沢はラグビー場を見渡す事のできる伊藤忠商事ビルの12階から双眼鏡で偵察した。その理由は、「見るなと言われると、余計に見たくなるのが人情」であった。
また、試合前から「スコットランドには勝てると思います」と公言していた（以下の宿沢の発言を参照）（試合終了後の会見では「ね。勝つって言ったでしょ？」が第一声だったという）。
スコットランド戦のフィフティーン
| 番号 | 選手名                       | 所属               |
| ---- | ---------------------------- | ------------------ |
| 1    | 太田治                       | 日本電気           |
| 2    | 藤田剛                       | 明治大学OB         |
| 3    | 田倉政憲                     | 三菱自動車工業京都 |
| 4    | 林敏之                       | 神戸製鋼           |
| 5    | 大八木淳史                   | 神戸製鋼           |
| 6    | 梶原宏之                     | 東芝府中           |
| 7    | 中島修二                     | 日本電気           |
| 8    | シナリ・ラトゥ               | 大東文化大学       |
| 9    | 堀越正巳                     | 早稲田大学         |
| 10   | 青木忍                       | 大東文化大学       |
| 11   | 吉田義人                     | 明治大学           |
| 12   | 平尾誠二                     | 神戸製鋼           |
| 13   | 朽木英次                     | トヨタ自動車       |
| 14   | ノフォムリ・タウモエフォラウ | 三洋電機           |
| 15   | 山本俊嗣                     | サントリー         |

ただし、スコットランドはレギュラークラスを半分ほど、ブリティッシュライオンズ（イングランド・スコットランド・アイルランド・ウェールズでの選抜代表チーム）の遠征に取られていたため、来日時は「代表」（ナショナルチーム）とはせず、「プレジデントフィフティーン」とした。しかし、代表チームに準じる相手との対戦であることに変わりはない。
ライオンズのNZ遠征も勝利の要因であったが、加えて来日中好調だったスコットランドのキッカーのゴールが入らなかった（5本連続で失敗し、代わったキッカーの1本目も外れたため、実に6本連続で不成功）。試合前の国歌斉唱で「フラワー・オブ・スコットランド」を流すべきところを、イングランド（イギリス）の「ゴッド・セイブ・ザ・クイーン」を流したことにより、士気を下げコントロールを崩したとも考えられる。ただし、この当時のテストマッチでスコットランド国歌としては「ゴッド・セーブ・ザ・クイーン」が演奏されるのが一般的であった。ラグビーアンサムとして「フラワー・オブ・スコットランド」が用いられるのは後の時代の話である。
宿沢以降の日本代表の遠征では、アイルランドに9-78（監督・平尾誠二）、ウェールズに0-98、スコットランドに8-100（監督はともに萩本光威）という壊滅的な敗戦を喫している。また日本代表が再びスコットランドに対し勝利を収めたのは2019年10月13日に行われたラグビーワールドカップ2019での試合であり（28-21）、実に30年を要した。

#### ワールドカップ（W杯）

##### W杯初勝利のジンバブエ戦
W杯では、アフリカのジンバブエに52-8で勝利した（主将・平尾誠二）。しかし、スコットランドに9-47の敗北、アイルランドに16-32の善戦（後述）と、2試合の敗戦を喫していたので、決勝トーナメントに進めなかった。
ジンバブエ戦のフィフティーン
| 背番号 | ポジション | 選手名               | 所属               | 前所属       |
| ------ | ---------- | -------------------- | ------------------ | ------------ |
| 1      | PR         | 太田治               | 日本電気           | 明治大学     |
| 2      | HO         | 薫田真広             | 東芝府中           | 筑波大学     |
| 3      | PR         | 田倉政憲             | 三菱自動車工業京都 | 京都産業大学 |
| 4      | LO         | 林敏之               | 神戸製鋼           | 同志社大学   |
| 5      | LO         | 大八木淳史           | 神戸製鋼           | 同志社大学   |
| 6      | FL         | エケロマ・ルアイウヒ | ニコニコドー       | 西サモア     |
| 7      | FL         | 梶原宏之             | 東芝府中           | 筑波大学     |
| 8      | No8        | シナリ・ラトゥ       | 三洋電機           | 大東文化大学 |
| 9      | SH         | 堀越正巳             | 神戸製鋼           | 早稲田大学   |
| 10     | SO         | 松尾勝博             | ワールド           | 同志社大学   |
| 11     | WTB        | 吉田義人             | 伊勢丹             | 明治大学     |
| 12     | CTB        | 平尾誠二（主将）     | 神戸製鋼           | 同志社大学   |
| 13     | CTB        | 朽木英次             | トヨタ自動車       | 日本体育大学 |
| 14     | WTB        | 増保輝則             | 早稲田大学         | 私立城北高校 |
| 15     | FB         | 細川隆弘             | 神戸製鋼           | 同志社大学   |

　第一戦スコットランド戦、第二戦アイルランド戦のメンバーとは、第一戦は⑤エケロマ、⑥梶原、⑦中島修二（日本電気所属・明治大学卒）、⑨村田亙（東芝府中所属・専修大学卒）、第二戦は②藤田剛（日本IBM所属・明治大学卒）という相違点がある。
　次のW杯で、日本はニュージーランドに17-145で破れ、大会史上最多失点記録を更新した。この醜態が日本でのラグビーの人気低下を招いたと言われ（監督は小藪修）、宿沢が強化委員長として就任した2002年に、小藪が監督を務めた1992年からを「失われた10年」と呼んだ。

##### 賛否両論のアイルランド戦
トライ数は、日本が3、アイルランドが4であり、日本代表のエース吉田義人が50メートル以上の独走トライをみせ、これはW杯ベストトライ候補にノミネートされた。
宿沢は「他のW杯と比べると、最も『日本代表が強国と同じ舞台に上がることのできた大会だった』」と語っている。
しかし、その一方で「相手は主力メンバー8人を温存したのに、それでもダブルスコアが付いた」との厳しい見方・意見もあり、宿沢は「もっと体の大きい人材を育てていかないと、IRB諸国（世界ベスト8レベル）には勝てない」と苦しい心情を吐露した。これに対し東京中日スポーツ記者の大友信彦は「宿沢監督は、歴代の代表監督と寸分たがわぬ事を口にした。就任以来カリスマ的な指導力を発揮してきた指揮官にしては、ひどく凡庸な言葉に聞こえた」と、宿沢監督の総括に疑問を呈している。
宿沢のW杯での実績は全体的に賛否両論で、特に選手起用の方法には批判も集まった。宿沢はW杯の3試合とも、ほぼ同じメンバーで戦い、マスコミの中には「最後のジンバブエ戦では圧勝できたのに、控えメンバーの若手は“試さ”ないのか」という意見が出た。宿沢はこうした意見に「われわれの目標はW杯で勝つ事だ。その目標の真っ只中にいるのに、今さら何を“試す”のか」と反論した（余談だが、第3回W杯の小籔監督は、吉田義人を初戦メンバーから外したことに関する記者からの質問へ「それはこっちが決めることだ！1戦1戦試していくんだから！！」と声を荒らげ、指揮官としての危機感の無さを露呈した。）。しかし、控えのセンターだった元木由記雄はこの起用法に不満を持ち、コーチに対し「宿沢を殺す」と発言した。

### 代表監督としての評価
2年8ヶ月の在任期間の戦績は5勝9敗。ラグビー協会の欧州のIRB重視の強化策には「もっと現実的な相手と試合したほうが強化につながる」と消極的で、アジア環太平洋の国々と数多く強化試合を組んだ。
選手は、「ディフェンスができる」「外国人に通用する物を持っている」の2つを選考基準としており、歴代の代表監督と違って、具体的なものを示した。その上、これら二つが満たされ代表に選ばれても、フィットネスが維持できない選手はすぐにメンバー落ちの憂き目に遭うなど、歴代随一の厳しさを示している。
従来は関東地区の大学・社会人チームに偏りがちだったのを、全国を見て歩いての選手発掘を行い、前監督の日比野弘の時代から大幅に選手が入れ替わった。
代表チームの中では比較的「防御を中心に走ることのできるチーム」だったと言える。同時に、ラインアウトとゴールキックの重要性も訴えた。細川隆弘という正確なゴールキッカーも確保し、後はラインアウトの精度を上昇させることができれば、とのレベルまで達した。
逝去時の宿沢の評伝で、スポーツライターの藤島大は「ロンドン駐在で、世界のラグビーを知る男は、決して世界を模倣せず、独自性を培った」と書いている。
| ポジション | 名前                 | 所属               | 前所属       |
| ---------- | -------------------- | ------------------ | ------------ |
| PR         | 太田治               | 日本電気           | 明治大学     |
| PR         | 田倉政憲             | 三菱自動車工業京都 | 京都産業大学 |
| PR         | 木村賢一             | トヨタ自動車       | 大阪体育大学 |
| PR         | 高橋一彰             | トヨタ自動車       | 大阪体育大学 |
| HO         | 藤田剛               | 日本IBM            | 明治大学     |
| HO         | 薫田真広             | 東芝府中           | 筑波大学     |
| LO         | 林敏之               | 神戸製鋼           | 同志社大学   |
| LO         | 大八木淳史           | 神戸製鋼           | 同志社大学   |
| LO/FL      | エケロマ・ルアイウヒ | ニコニコドー       | 西サモア     |
| FL         | 梶原宏之             | 東芝府中           | 筑波大学     |
| FL         | 中島修二             | 日本電気           | 明治大学     |
| FL         | 宮本勝文             | 三洋電機           | 同志社大学   |
| FL         | 大内寛文             | リコー             | 龍谷大学     |
| No.8       | シナリ・ラトゥ       | 三洋電機           | 大東文化大学 |
| SH         | 堀越正巳             | 神戸製鋼           | 早稲田大学   |
| SH         | 村田亙               | 東芝府中           | 専修大学     |
| SO         | 松尾勝博             | ワールド           | 同志社大学   |
| SO         | 青木忍               | リコー             | 大東文化大学 |
| CTB        | 平尾誠二（主将）     | 神戸製鋼           | 同志社大学   |
| CTB        | 朽木英次             | トヨタ自動車       | 日本体育大学 |
| CTB        | 元木由記雄           | 明治大学           | 大阪工大高校 |
| WTB        | 吉田義人             | 伊勢丹             | 明治大学     |
| WTB        | 増保輝則             | 早稲田大学         | 私立城北高校 |
| WTB        | 松田努               | 関東学院大学       | 草加高校     |
| FB         | 細川隆弘             | 神戸製鋼           | 同志社大学   |
| FB         | 前田達也             | NTT関西            | 京都産業大学 |

### 早稲田大学監督（1994年）
1994年に早稲田大学の監督に就任。住友銀行の支店長職と兼任した。
関東大学対抗戦グループ2位（明治大学には、15-34で敗退）。全国大学選手権では準決勝で大東文化大学に敗退（41-50）。
日本代表のウイング・増保輝則の卒業で、戦力が大幅に低下し、SH月田伸一、WTB石川安彦などのスーパールーキーの登場も、期待されていた得点力の向上にはつながらず、得点は常にゴールキッカー頼みであった。特に、大学選手権2回戦の日体大戦では、ゴールキッカーの隈部が1人で9本のペナルティーゴールを決め（ノートライ）、これは当時の日本新記録であった。
大学選手権の準決勝の大東大戦は50点も献上し、日本代表監督時代から「ディフェンス重視のラグビー」を掲げてきた宿沢にとっては、相容れない結果となった。宿沢は「無駄に大型化を目指しすぎた」と反省の弁を語り、1年で辞任した。

### 日本代表強化委員長・理事（2002年〜2005年）
従前の関東、関西、九州に分かれていた3つの社会人リーグを統一した「ジャパンラグビートップリーグ」を創設し、さらに、日本代表監督や選手の評価を客観的に行う「世界8強進出会議」を設置した。しかし、ラグビー協会内の混乱に伴い、形骸化していった。
代表監督の人選が特定の学閥に偏っている（早大か同志社大学出身者）事に嫌悪感を示し、委員長時代に向井昭吾（東海大学卒）の監督就任を発表した。宿沢の日本代表監督時代も、メンバーに自身の後輩（早大関係者）はわずかに2人（堀越正巳・増保輝則）、コーチには1人（植山信幸）であった。なお、コーチには関東学院大学の監督を務める春口廣（日本体育大学卒）がいた。
2003年の第4回ワールドカップ後に強化委員長を辞任し、理事として協会に残った。
しかし、逝去までの数年は銀行での転勤・異動が頻繁で、大阪勤務時代の2005年6月をもって退任している（これには諸説あり。後述）。2006年4月に専務執行役員として東京に戻ったが、ラグビー協会の役職には就任しなかった。それでも、ラグビー界には根強い宿沢待望論があり、「ラグビーには宿沢がいる」が合言葉だった。

### ラグビー協会理事の突然の退任

#### 多忙な業務
大阪転勤に伴い常務執行役員として松下問題に取り組み仕事が多忙を極めた。ラグビー界の知人・森重隆（明治大学〜新日鉄釜石、日本代表、現・ラグビー協会名誉会長）が「（宿沢は）ラグビー界を見捨てたのではないか」と心配して尋ねると、宿沢は「今、ラグビー界に戻ると、株主代表訴訟で訴えられるかもしれないなあ」と苦笑したという。
新聞報道では、ベタ記事で「大阪転勤のため」と事実のみを記載するにとどまっているが、実際に退任したのは転勤してから1年余り経過してからである。

#### ラグビー協会との軋轢
宿沢は、メガバンクの常務執行役員という立場・肩書きが各方面に有利に作用した事もあって、多くのメディア・講演会に登場していた。Jリーグチェアマンの川淵三郎と雑誌『Sports Graphic Number』（文藝春秋）で対談した際にラグビー協会への批判とも取る事のできる発言を行った事で、快く思わない古参幹部との軋轢が生じ始めたとされている。実際に「宿沢は頭も下げず、生意気だ」と語った幹部がおり、これは当時の協会専務理事であった真下昇の言であるといわれるが、事実かどうか定かでない。また、宿沢が尊敬していたラグビー協会副会長・町井徹郎（東大ラグビー部、東芝副社長）が2004年に急逝し、後任に元首相の森喜朗が就任してから、協会による宿沢への冷遇が始まったとも言われる。
ラグビー協会内での討議決定事項が記者会見ではすり替わっており、宿沢が「最高意思決定機関が機能していない。組織としてありえない。信じられない」と怒りをあらわにしていたという。（退任後、後任の勝田隆は宿沢色を一掃し、ユース強化担当の上田昭夫も解任された）。
東京中日スポーツ記者の大友信彦は「不祥事に誰も責任を取らず、重要なポストに特定の人脈（引用者注・大学名）が重用されるご都合主義がある」と厳しく批判した。大友に限らず、永田洋光（フリー）、大野晃（元毎日新聞）、中尾亘孝（フリー）など、ラグビーに深く関わっている取材記者は押しなべて、ラグビー協会の姿勢に否定的である。特に、中尾は自著「日本ラグビー改造計画」で協会を手厳しく批判している。

#### 解任説
急逝から1年後にノンフィクション作家の加藤仁が『宿澤広朗 運を支配した男』を出版し、宿沢の解任説を唱える。
それによると宿沢はラグビー協会から、いきなり電話一本で「2005年6月までに理事をやめていただきたい」と通告を受けた。宿沢は協会副会長・日比野弘に相談するも「今は銀行の仕事を頑張る時だ。大銀行の常務は、誰でもなれるポストではない」と引き止めてもらえなかった。
宿沢は、親しくしているラグビー界の知人に「辞めるべきは、他にいるだろう」「協会の理事をやめてやった」と発言した、と加藤は書いているが、そのニュースソースは明らかにしていない。
加藤は宿沢の存命中には本人と面識がなく、逝去後の関係者への取材の形で本が構成されているため、加藤の取材力は評価されているものの、一部で正確に描写できていないとの評価もある。

#### 自ら離脱したとする説
一方2007年7月に、ラグビーライターの永田洋光が『勝つことのみが善である 宿沢広朗全戦全勝の哲学』を著し、宿沢が自らの意思でラグビー協会を離脱したとする説を唱えている。
永田は、2002年に宿沢との聞き語りと言う形で『日本ラグビー復興計画』（阪急コミュニケーションズ）を出版しており、その中に協会の体質を宿沢が批判している一節がある（上述の川渕三郎との対談）。
宿沢の描いたラグビー協会の未来像として「従来の関東・関西・九州の3つに分かれている地域協会の統合」があり、真下昇専務理事の率いる地域協会存続派との対立を招いたとしている。宿沢は、加藤仁の著作にも登場する東芝副社長・町井徹郎をそうした地域の利害関係が全くなく、国際感覚や大企業で副社長まで登りつめた手腕に対して高く評価しており、会長選挙立候補を宿沢がお願いしていたという（なお、宿沢は代表監督や強化委員長を務めた際、サラリーマンとしてある程度の地位を持った日本代表経験者を自らのブレーンに据えた。宿沢の代表監督時にFWコーチだった笹田学は横河電機常務執行役員、強化委員長時代の副強化委員長・上田昭夫はフジテレビスポーツ局担当部長を務めている）。
加藤仁の著した解任説については「どんなに取材をしても裏を取れなかった」と否定し、宿沢の中に「ラグビー協会に関わるのが『馬鹿馬鹿しい』『つまらない』」との意識が芽生え始めたとしている。これはラグビー協会での会議と家族との重要なイベントが重なってしまった際に、結局は協会の仕事を優先させた事に根拠がある。
ラグビー協会の体質として「協会にとって、ワールドカップとは遠い世界の話だった。大学ラグビーのOB親睦会のような組織のようでは、世界の流れについていけない」として、協会の閉鎖的体質を指弾している。宿沢が急逝する前の一年間のラグビー協会を巡るトラブル（日本代表選手・コーチによる暴力事件、テストマッチにおける無残な敗退）などを踏まえて、宿沢自身が「ラグビー協会とは少し距離を置いたほうが良い」と考えるようになったという。
上述の「討議事項がすり替わっていた」トラブルについて、真下昇は「宿沢はその会議には欠席した。議事録云々の問題ではない」と発言している。
永田はこの『勝つことのみが善である 宿沢広朗全戦全勝の哲学』の著作で、2007年のミズノスポーツライター賞優秀賞を受賞した。

## 死去
2006年6月17日、赤城山登山中に心筋梗塞を発症し、搬送された群馬大学医学部附属病院で死去。55歳没。
告別式の際、当時の頭取で旧住友出身の奥正之が弔辞の中で、「宿沢広朗という楕円球は今、着地の瞬間に大きく不規則バウンドして消えてしまい、そこでノーサイドの笛が吹かれてしまいました」と述べている。これは、銀行マンであると同時にラガーマンとしての実績をもっと遺憾なく発揮してほしかったということを代弁していたと云われている。また、奥は2007年4月の三井住友銀行の入行式で、新入行員たちに宿沢の座右の銘『努力は運を支配する』を引き合いに出した。
戒名は「廣徳院賢融球道居士（こうとくいんけんゆうきゅうどうこじ）」。
葬儀には、4000人が参列。主な参列者に政界からは森喜朗、河野洋平、町村信孝らが出席し、財界からも多数の著名人が出席し、また平服のラグビーファンまでつめかけ、宿沢との別れを惜しんだ。

## 逸話・エピソード
ラグビーの用事は、基本的に土日祝日・有給休暇しか使わなかった。1994年の早大監督時代も、毎週水曜日だけは定時に退社してグランドに駆けつけ、後は土日祝日を利用していた。後に早大監督を務めた清宮克幸は、この「サラリーマン監督」の考えには否定的で、フルタイムでないと監督を引き受けないと明言している。また清宮の後任の中竹竜二もフルタイム監督であり、近年の大学ラグビーの監督は専任が主流となりつつある。日本ラグビー協会の強化委員長に就任していた際も、前述のように大阪転勤が決まったため、ラグビー関係の役職から全て退く意向を示して辞任している。
ロンドン駐在時代に、NHKニュースのコメンテーターとして出演し、ラグビーのテレビ解説者としてもNHKに頻繁に登場していた。
銀行内で初代コーポレートアドバイザリー本部長として指揮を取った際、会議で宿沢の部下である部長職の人間が「この業界は新聞報道によりますと…」と述べたところ、宿沢の怒りに火がつき、「“新聞報道によりますと”とは何事だ。銀行員がもっと業界事情に精通して、新聞に情報を流さなくては。そのくらいの気概を持て」と指導した、との逸話が残る。
座右の銘は「努力は運を支配する」「勝つ事のみ善である」。
講演会などで「戦略は大胆に、戦術は緻密に」「リーダーは選ぶものではなく、育てるもの」と自身の信条をよく述べていた。
人間的には、自分にも他人にも厳しく、ある意味近寄りがたい雰囲気もあるが、茶目っ気もあり、事実日本代表監督時代に花園ラグビー場での大学選手権観戦後、近鉄電車の車内で当時代表コーチを務めていた植山信幸らに「新大阪であんみつでも食べない?」と誘っているのを同じ車内にいたラグビーファンに目撃され、そのファンは宿沢がすごく普通の身近な存在に感じたと言う。
息子で医師の宿澤孝太は2019年にラグビーW杯の「マッチ・デー・ドクター」を担当。
2019年に「宿沢広朗杯」が熊谷市ラグビー協会によって創設され、大会には妻・洋子と、長男・孝太が招待された。

### ラグビー関係

#### スコットランド戦勝利
- 「お約束通り勝ちました。ね。だから言ったでしょ。しっかり守れば、勝てるって」（スコットランド戦勝利後のインタビューの第一声）
- 「英国の4カ国、それから仏、NZ、豪、南ア、この8カ国だけがIRBの正メンバー国。その8カ国に勝つのが日本の夢だった。どれだけ価値があるかというと、本場の名門の国に勝ったという事。今はもうそういうの、少し薄れてきちゃったけれども、当時としては歴史的な事だったのは確か」
- 「3割あったら『これ、勝てる』それを5割以上に引き上げていけばいいんだから。あの時、じゃあ、オールブラックス(NZ代表)とやるといったら、勝てるとは絶対言わない。だって(勝てる確率は）ゼロなんだから。0%の確率を50%に持っていく、これは無理。3割ぐらいの確率がある試合を、5割以上に持っていくことはできる」

#### ワールドカップ（W杯）
- 「色々な課題も出たけど、通用した部分も確かにあった。今回（第2回W杯）はパワーの部分で負けたからと言って、これまでの方針を変える必要は全くないし、このチームをベースに、少しずつ足りない部分を補っていけば、ベスト8も決して夢ではないと思う」（第2回W杯を振り返っての感想）
- 「ワールドカップでの最大の成果は、相手（スコットランド・アイルランド・ジンバフェ）が本気で向かってきた事だろう。今まで、日本代表にはそんな経験がありませんでしたから」
- 「取材で『善戦したい』という発言をすると、選手は『善戦程度か』と思ってしまう。だから『絶対勝つ』と言うが、それにはリスクもある。でも『善戦したい』では絶対勝てない。勝つためにどうしたらいいかを考え、そういう監督を信用してくれる選手達も勝つつもりでやる訳である。だから、自分がやると決めたらやる、というのは選手や子供達に対するメッセージである」
- 「データには必ず誤差がある。いくら試合のビデオをみても、日本人とやったらどうなるかは分からない。できるだけ自分の目で確かめるべき」

#### 早稲田ラグビー、その他
- 「そのボールを取る人間が、良いタイミングで走り、良いポジションに位置する事は、誰にでも出来る事ではなく、それは練習によってのみ、なし遂げられるのである。たったあの一度の場面のために、1年間練習したと言っても決して過言ではあるまい」（宿沢の大学3年次に日本選手権で三菱自動車京都と対戦。ほぼ敗戦が濃厚であったが、最後のワンプレーでスーパープレーが飛び出しての勝利。この発言の通り、宿沢は監督就任後の劇的な勝利を「宿沢マジック」と呼ぶことを非常に嫌った）
- 「私が実際に早稲田でキャプテンをやった経験から言えば、ラグビーのキャプテンは、プレーが続く80分間はとにかく決断の連続である。途切れることなく決断しつづけなくてはいけない。判断し決断することの繰り返し」
- 「英国のラグビー界では才能のある選手に10歳ぐらいから目を付けて英才教育を施し、育った人材は年齢に関係なく最初からリーダーとして抜てきする」
- 「ラグビー日本代表の強さは、結局のところラグビー協会の総合力である」（上述の川淵三郎との対談。この発言が、ラグビー協会との軋轢を招く事になったとされる）

### 銀行・自己啓発・その他
- 「仕事とラグビーはオンとオフの関係。ラグビーから学んだのは情報、戦略、戦術の重要性だ」
- 「ラグビーは非日常」
- 「誰かの真似ではなくて、オリジナルの戦略である事も大切。大胆に決めるという事は、一方では何かを捨てなくてはいけない。あれもこれもと求めないで、一方を思い切って捨てるくらい大胆でないと戦えない。それが本当の戦略」
- 「いつも背伸びして、手を目いっぱい挙げ、その指先が届くかどうかのレベルにチャレンジする事だ。辛いけど、そうすれば自身が磨かれる、成長できる」。
- 「オリジナリティーとトレード・オフはスポーツの戦略決定にとどまらず、ビジネスプランや自分の進路を考える際にも重要なファクターである」
- 「僕のところにもヘッドハンティングが来る。一度、どんな条件を提示されるのか聞いてみたいと思って会ったけど、年収が4倍に増え、ラグビーに対する活動も全面的に保証してくれるんだって」
- 「どれだけ組織が大きくなっても、内部に競争がなければ外部のライバルに勝てない」
- 「決断の正しさを求められるのは当たり前の話で、要は正しい決断をいかに速く行動に移せるかである。決断の正しさと同じぐらいスピードは重要。数年前に『選択と集中』が流行ったが、他社と同じ事をやっているのでは本当の戦略とはいえない。他人と違うオリジナルのアイデアを大胆に実行するのが戦略である」
- 「親の仕事での地位というのも相当意識していて、社会的に有用な事をしているんじゃないかと子供が感じると、親を一目置いて見るようになる。そうなると子供は、『こういう事は違うんじゃないか』という事を余りやらなくなるのでは」
- 「家族でも夫婦でも職場でもそうなんですが、ユーモアのセンスを共有できることはとても大切だと思う。偉そうな事を言うよりも、ユーモアを交わせる方がうまくやれる。仕事でも、信頼できる人とはユーモアのセンスを共有できるし、そういうセンスが合えば大事な仕事もうまくいく」
- 「スポーツでも、音楽でも、美術でもいい。その子によって興味を示すものがある。親がこれをやれって決めちゃうのはいけない。色々な事をやらせてみて、本人がこれをやりたいっていうのが出てくればいいのではないか」
- 「学生は勉強が日常的な事で、それ以外のスポーツなり、芸術なりの非日常的なものを小さい頃からずっと持っている、それが重要なことだと思う」
- 「大体、欠点の方に目が向いてしまいがちだが、それを直そうとするのは相当なエネルギーがいる割に、余り成果がない。いい所を伸ばしてやった方が、総体的に良くなる」
- 「監督をやった頃は、銀行の了解を得なければならなかった。2年なり3年なりやらせてくれと。今は役員だから、仕事に影響がなければ報告をしておけばいい。銀行が必要ないと言えば、ラグビーに賭ける覚悟はある。ただ、両方やっていないと、価値がないんじゃないかと思う」
- 「会社員にとって『自分がやりたい事』と『人事や周囲の人たちがやらせたい事』は往々にして違う。仮に違っても、それはそれでチャンスだと思う」
- 「ロンドン駐在時代に強く意識したのはチェース・マンハッタンなどだし、初めて支店長になった時は他の都銀だった。いつもライバルに勝つために全力を注いだ」
- 「私が入行した当時、何でもこなせる人材が有能とされたが、経営を取り巻く環境が変わった。いまは専門性を持つ人材が重要になった。社員も『これをやりたい』と主張するより『これで専門性を高めたい』という意識改革が必要だ」
- 「けれども、スペシャリストも基本的な知識は不可欠。銀行業務に関する基礎知識があって初めて、ディーラーの専門性が生かせる」
- 「ディーラーに求められる資質は果敢かつ慎重である事。慎重さは経験で学べるが、果敢さの基である『強気』は、元来弱気な人が取得するのは大変難しい。リスクをとれる強気な人材は数十人に1人ぐらい。その強気な人材を発掘することが私の部長としての仕事だ」
- 「重要なポイントは決して部下と競わない事。どの組織にも自分より優秀な人材はいる。彼らと張り合っては駄目だ。だが、これは案外難しい。私は優秀な人材が能力を発揮できる環境づくりに専念している」
- 「日本人は組織で動いたほうが、社員の力を発揮できるのではないか」
- 「私たちの取引は住友銀行の格付けや設備、信用があって初めて成立する」
- 「高給が欲しい人は辞めてもらって構わない。穴を埋める人材は組織の中でもどんどん育つ。痛くはない」
- 「能力さえ示せばリーダーシップを発揮できる仕組みは、高い報酬以上のインセンティブになる」
- 「『私はサラリーマンが嫌だ』という人は多い。その理由は疲れる割に自分の存在感が薄いことだろう。サラリーマンの醍醐味は『組織の長として自分の思うように組織を動かせる』事に尽きる。それを経験せずにサラリーマンを論ずることはできない」
- 「なんでストレスがあるかというと、負けてしまうから、仕事がうまくいかないからである。で、勝つためには、相当緻密に考えて、情報を集めて、戦略を伝達して実行させる必要が出てくる」

## 著書
共著・講演会の収録含む
- 『Test match』（講談社）
- 『日本ラグビー復興計画』（阪急コミュニケーションズ）
- 『リーダーの研究』（日本経済新聞）
- 『キリカエ力は、指導力 常識も理屈も吹っ飛ぶコーチング』（梧桐書院）